# Corinne Stoddard
Pour les articles homonymes, voir Stoddard.
Corinne Stoddard, née à Seattle (État de Washington) le 15 août 2025, est une patineuse de vitesse américaine sur piste courte, sur piste longue et pratiquante de roller en ligne.

## Biographie
Corinne Stoddard naît à Seattle le 15 août 2001. Elle est entraînée par Stephen Gough au sein de l'équipe nationale à Salt Lake City.
Elle fait aussi du roller en ligne : en 2020, elle est championne du monde junior du 10 000 mètres par élimination. Elle tient également, en 2022, le record national junior du sprint par équipes en patinage de vitesse sur piste longue.